# 肯辛頓高街

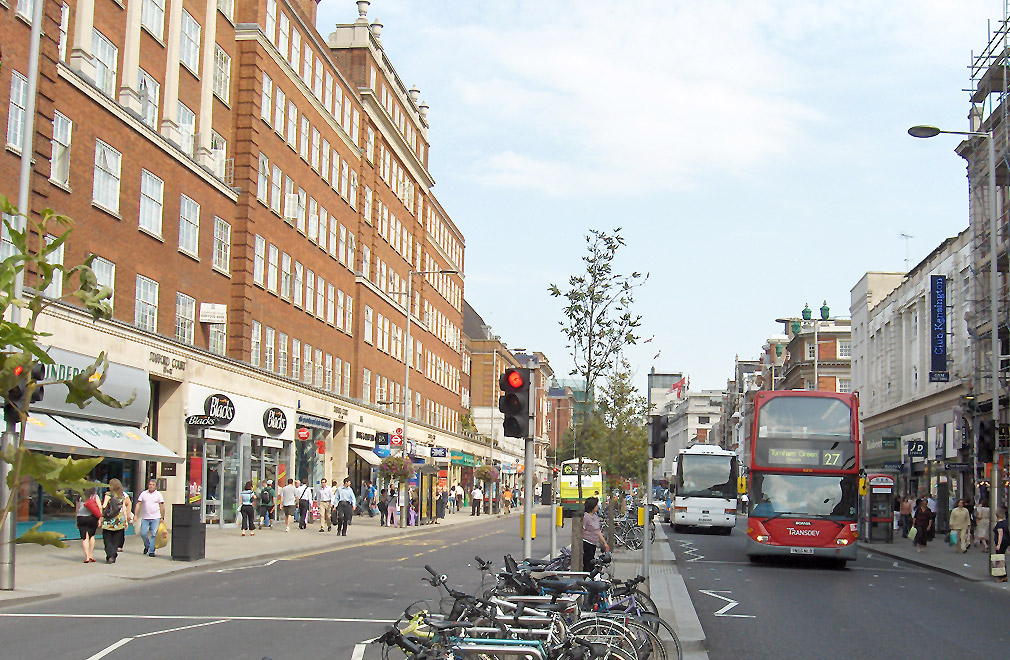
肯辛顿大街中央

51°30′03″N 0°11′38″W / 51.50083°N 0.19389°W
肯辛顿高街（Kensington High Street；又稱肯辛頓大街）是伦敦肯辛顿的主要购物街。伦敦规划将其列为大伦敦的35个主要中心之一。
肯辛頓高街是肯辛顿路的延续，A315公路的一部分。它开始于肯辛顿宫的入口，向西通过肯辛顿的中心。在肯辛顿(奥林匹亚)站附近，肯辛顿-切尔西区结束，而哈默史密斯-富勒姆区开始，然后变为哈默史密斯路。沿街有肯辛顿大街地铁站。

## 历史
伦敦肯辛顿大街是伦敦西区最受欢迎的购物街之一，高档店铺服务于这一富有的地区。从19世纪末到1970年代中期，街上曾有三个传统的百货公司:Barkers of Kensington、德里&汤姆斯（Derry & Toms）和Pontings。Barkers于1906年收购Pontings，1920年又收购Derry & Toms，但继续作为单独的三个实体运行。Derry & Toms 和 Barkers的大型装饰艺术建筑始于1930年，因受二战耽延，直到1958年才完成。Derry & Toms的欧洲最大的屋顶花园(1.5英畝（6,100平方）)包括三个不同的花园，500种植物, 喷泉、溪流、鸭子,火烈鸟和餐厅。1957年，House of Fraser购买 Barkers 集团，开始拆除。Pontings于1971年关闭, Derry & Toms于1973年关闭，Barkers 也从7层600,000平方英尺（56,000平方）收缩到不到四层，140,000平方英尺（13,000平方），维持到2006年1月，135岁的百货商店终于关闭。
肯辛顿大街的未来作为一条购物街受到巨大的西田的威胁。
肯辛顿大街还拥有很大一部分英国的音乐产业，环球唱片、索尼音乐、华纳音乐集团和EMI等大唱片公司的英国办事处全都位于该地区。
沿街还有罗马天主教肯辛顿胜利之后圣母堂、肯辛顿拱廊，以及罗马尼亚领事馆和巴拉圭大使馆。